# Anne-Charlotte de Lorraine (abbesse)
Pour les articles homonymes, voir Charlotte de Lorraine (homonymie).
Anne-Charlotte de Lorraine-Brionne (1755-1786), est une aristocrate française, abbesse de l'abbaye de Remiremont.

## Biographie
Anne-Charlotte de Lorraine naît le 11 novembre 1755, elle est la fille de Louis-Charles de Lorraine, prince de Lambesc, comte de Brionne, grand écuyer de France, gouverneur de l'Anjou, chevalier de l'Ordre de Saint Michel et de l'ordre du Saint Esprit, et de Louise-Julie-Constance de Rohan-Rochefort, sa troisième épouse. 
Elle est issue de la Maison de Guise, branche cadette et française de la Maison de Lorraine.
Apprébendée à l'abbaye de Remiremont le 6 décembre 1775, elle est élue coadjutrice de l'abbesse Christine de Saxe le 7 décembre 1775. Elle devient abbesse au décès de cette dernière en 1782. Elle fait son entrée en tant qu'abbesse à Remiremont le 19 août 1784 et y séjourne jusqu'à la mi-septembre. Sa santé s'étant détériorée, elle ne semble pas y être revenue par la suite et meurt à Paris le 24 mai 1786, à l'âge de trente ans.